# Streepvleugelmanakin
De streepvleugelmanakin (Piprites chloris) is een zangvogel uit de familie Tyrannidae (tirannen).

## Verspreiding en leefgebied
Deze soort komt voor in het Amazonegebied en in het zuidoosten van Zuid-Amerika. Er zijn zeven ondersoorten:
- P. c. antioquiae: noordelijk-centraal Colombia.
- P. c. perijana: Sierra de Perijá (Colombia en Venezuela).
- P. c. tschudii: van zuidoostelijk Colombia tot centraal Peru en noordwestelijk Brazilië.
- P. c. chlorion: zuidoostelijk Venezuela, de Guyana's en noordoostelijk Brazilië.
- P. c. grisescens: Pará (noordelijk-centraal Brazilië).
- P. c. boliviana: zuidwestelijk Brazilië en noordelijk Bolivia.
- P. c. chloris: oostelijk Brazilië, oostelijk Paraguay en noordoostelijk Argentinië.

## Status
De grootte van de populatie is niet gekwantificeerd maar de soort wordt omschreven als vrij algemeen. Op de Rode lijst van de IUCN heeft deze soort de status niet bedreigd.